# Episteme spilosa
Episteme spilosa là một loài bướm đêm trong họ Noctuidae.